# Steinsetzungen in Sola

Lage von Sola

Es gab fünf dreieckige Steinsetzungen in Sola in Jæren am Hafrsfjord in Norwegen. In Sola kommen entweder Treoddene oder niedrige Steinpflaster vor.
An jedem Punkt des Dreiecks steht oder stand ein größerer, aufrechter Steinblock. Mehrere Steinsetzungen haben eine Aussparung in der Mitte, in der ein ausgegangener Holzpfahl gestanden haben könnte. Dreieckige Steinsetzungen sind in drei verschiedene Typen eingeteilt worden; Dreiecke, Treudds (norweg. treodder) und Sterne. Insgesamt gibt es in Norwegen etwa 150.
Die Dreiecke sind in der Regel gleichseitig oder mit zwei längeren und einer kürzeren Seite ausgebildet. Dies sind in Norwegen die kleinsten Anlagen, mit Seitenlängen von 1 bis 8 Metern. Sie bestehen in der Regel nur aus einem Steinpflaster und liegen häufig an der Küste.
Die Treoddene (schwedisch Treuddar) haben eine dreieckige Form, mit leicht in Richtung der Mitte eingezogenen Seiten. Sie sind in Norwegen in der Regel als Erdhügel erbaut, manchmal mit Steinrändern, aber auch als reine Steinsetzungen. Sie variieren in der Größe von 7 bis 22 Meter und können bis zu einem Meter hoch sein.
Sterne haben drei vom Zentrum ausgehende gerade und über die Länge gleichmäßig breite Arme, mit ungefähr gleichem Winkel zwischen den Armen. Sie erreichen Armlängen von 4 bis über 22 Meter und Höhen bis zu einem Meter.

## Fundplätze
- Haga – Zwei dreieckige Steinsetzungen, eine mit 14 m und eine mit 26 Metern Armlänge, deren eine Spitze zum Strand nur vier Meter Abstand hat.
- Risa – eine dreieckige Steinsetzung mit 12 m Länge ist ausgegangen.
- Sør-Kolnes – eine dreieckige Steinsetzung von kleinen Steinen umgeben. Jeder Arm ist 9 Meter lang und hatte einen ausgegangenen aufrechten Stein am Ende. Eine weitere über 14 m  messende dreieckige Steinsetzung wurde bereits 1863 zerstört.

Domsteinane in Domsheia ist die norwegische Version des in Schweden häufigeren Radgrabes, auch Radkreuzgrab (schwed. Hjulgrav bzw. Hjulkorsgrav genannt). Die eisenzeitliche (500 v. Chr.-550 n. Chr.) Steinsetzung auf einer Waldlichtung wird auch Norwegens Stonehenge genannt. "Tri-radial cairns" sind die in etwa 20 Exemplaren bekannte Form des Treudds in Nordengland.